# Jewgeni Timofejew
Jewgeni Timofejew (kirgisisch Евгений Тимофеев, englisch Yevgeny Timofeyev bzw. Evgeniy Timofeev; * 16. Oktober 1994 in Bischkek, Kirgisistan) ist ein kirgisischer Skirennläufer.

## Karriere
Timofejew gab sein internationales Renndebüt am 22. Januar 2011 bei einem FIS-Rennen in Pec pod Sněžkou. Bereits einen Monat nahm er an seinen ersten Weltmeisterschaften in Garmisch-Partenkirchen teil. Dort belegte er im Riesenslalom den 112. Platz, im Slalom schied er bereits im Qualifikationsrennen aus. Eine Steigerung gelang ihm zwei Jahre später in Schladming. Im Riesenslalom erreichte er Rang 80, im Slalom schied er jedoch wie schon in Garmisch-Partenkirchen im Qualifikationsrennen aus.
Bei den Olympischen Winterspielen 2014 in Sotschi war er der einzige Starter seines Landes. Im Slalom belegte er den 41. Platz und im Riesenslalom den 61. Platz. Ursprünglich war nicht Timofejew, sondern Dmitri Trelewski für die Spiele nominiert. Bei einem Trainingsunfall verletzte sich Trelewski allerdings schwer, so dass er nicht im Wettkampf starten konnte. Timofejew wurde daraufhin nachnominiert.
Abgesehen von internationalen Großereignissen startet Timofejew hauptsächlich bei FIS-Rennen in Europa.
Sein bisher bestes Ergebnis bei Weltmeisterschaften gelang ihm 2015 in Vail bzw. Beaver Creek mit Rang 43 im Slalom. Bei Olympischen Winterspielen ist dies ein 40. Platz im Slalom bei den Spielen von Pyeongchang im Jahr 2018.
Am 23. Oktober 2016 startete er zum bisher einzigen Mal in einem Weltcuprennen, konnte sich jedoch nicht für den zweiten Durchgang des Riesenslaloms qualifizieren.

## Erfolge

### Olympische Winterspiele
- Sotschi 2014: 41. Slalom, 61. Riesenslalom
- Pyeongchang 2018: 40. Slalom, 63. Riesenslalom

### Weltmeisterschaften
- Garmisch-Partenkirchen 2011: 112. Riesenslalom, DNQ Slalom
- Schladming 2013: 80. Riesenslalom, DNQ Slalom
- Vail/Beaver Creek 2015: 43. Slalom, 61. Riesenslalom
- St. Moritz 2017: DNF Riesenslalom
- Åre 2019: 55. Riesenslalom, DNF Slalom

### Juniorenweltmeisterschaften
- Hafjell 2015: 53. Alpine Kombination, 64. Riesenslalom, 65. Abfahrt, 73. Super-G, DNF Slalom

### Winter-Universiade
- Almaty 2017: 41. Super-G, 53. Riesenslalom, DNS2 Alpine Kombination
- Krasnojarsk 2019: DNF Riesenslalom, DNF Slalom

### Weitere Erfolge
- Kirgisischer Meister im Riesenslalom (2023)
- Kirgisischer Meister im Slalom (2024)
- 3 Podestplätze bei FIS-Rennen